# Erhu
O erhu (二胡; pinyin: èrhú) é um instrumento musical originário da China. Dotado de duas cordas, é tocado com um arco que, preferencialmente, deve ser feito de crina de cavalo, tal como os arcos de violinos, embora  também haja arcos feitos de material sintético. É também chamado de violino chinês, embora tenha aparecido muito tempo antes do violino. O instrumento é um dos mais conhecidos da China, como o guzheng e a pipa.

## História
O erhu começou a ser popular no sul da China durante a Dinastia Sung (960-1279 dC), onde foi chamado de "Nan-hu", Nan significando "sul" em chinês.
A origem do erhu pode remontar a Dinastia Tang, entre os séculos VII e X. Naquela época o erhu era um instrumento popular nas minorias étnicas do noroeste da China. Durante mais de mil anos, o erhu foi usado para fazer o acompanhamento das óperas tradicionais. Mas, na era moderna, o instrumento se popularizou, tornando-se um ganha-pão de artistas de rua, não sendo, por isso, considerado um instrumento de prestígio.
No entanto, no princípio do século XX, os moradores de Wuxi descobriram que nas mãos de um artista de rua cego e pobre este instrumento era capaz de reproduzir melodias de alta beleza. Através da musica, as pessoas poderiam visitar o interior do musico e ver ali a luta dele contra o destino e o anseio pela vida. 
O primeiro caráter chinês do nome do instrumento (二, Er, dois) é enquadrado pelo fato de possuir duas cordas. Outros afirmam que a explicação vem do fato de que ele é o segundo maior da família Huqin (a família dos violinos chineses). O segundo carácter (胡, hu) indica que é um membro da família Huqin. O nome Huqin literalmente significa " instrumento bárbaro", mostrando que o talvez o instrumento tenha sido originado no norte ou oeste na china, onde há povos não hans (povo tradicional chinês), como mongóis (no norte) ou tibetanos (no oeste).

## O corpo

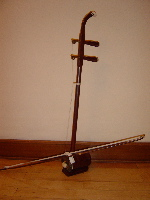
Um erhu completo.

O erhu consiste basicamente em um braço vertical, cujo na parte superior há dois afinadores e na parte inferior há pequeno corpo ressonador ( caixa de som ) que é coberta com pele de cobra python na frente. Duas cordas se estendem por todo o corpo do instrumento, desde os afinadores, até os dois pequenos pregos em baixo da caixa de ressonância, e uma corda que amarra as duas cordas juntas com o arco (Qian Jin) e para finalizar uma pequena ponte de madeira na caixa de ressonância em cima da pele, onde as duas cordas ficam apoiadas produzindo o som. Para abafar e equilibrar um pouco o som, se coloca uma espécie de esponja em baixo da ponte, que pode ser de uma infinidade de materiais.
O erhu tem algumas características incomuns. Primeira é que seu som característico é produzido pela vibração da pele, ao invés de madeira, como em um violino comum. Segundo, o braço não encosta nas cordas, fazendo as notas com em um violino comum, se pressiona as corda sem elas encostarem no braço. Terceiro, o arco de crina de cavalo nunca está separada das cordas (que antes eram de seda torcida, mas que hoje são feitas geralmente de metal), que passa entre eles ao invés de sobre eles (sendo este último no caso dos violinos ocidentais). Por fim, embora haja duas cordas, elas são muito próximas, ou seja, automaticamente as duas cordas são pressionadas ao mesmo tempo para fazer as notas.
A corda de dentro (mais próxima ao musico) é geralmente afinada para D4 e a corda de fora (mais grossa) para A4, quinta maior. O alcance máximo do instrumento é de três oitavas e meia, de D4 até A7. Normalmente alcança duas oitavas e meia.

### Partes doerhu

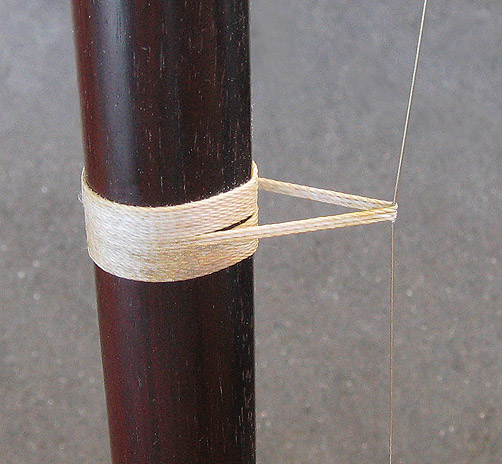
Qian Jin (千斤).

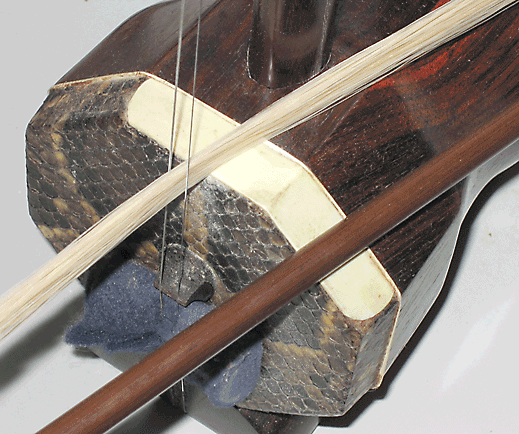
Caixa de ressonância, arco, ponte e pele de cobra.

| Nomenclatura                     | Descrição |
| -------------------------------- | --- |
| Qin tong (琴筒)                  | Caixa de som ou corpo ressonador, é hexagonal (liu jiao, sul), de forma octogonal (ba jiao, norte), ou, menos comummente redondas. |
| Qin pí (琴皮)                    | Pele, feita a partir da pele de pitão. A pele de pitão dá ao erhu o seu som característico. |
| Qin gan (琴杆)                   | Pescoço/braço. |
| Qin tou (琴头)                   | Topo, ou a ponta do braço, geralmente uma curva simples, com um pedaço de osso ou plástico em cima. Pode vir com uma cabeça de dragão entalhada. |
| Qin zhou (琴轴)                  | Afinadores, tradicionalmente em madeira, mas existem as versões em metal ou estacas com engrenagens (mais modernos e práticos). |
| Qian Jin (千斤)                  | Cordão amarrado às cordas (unindo-as) junto ao braço, menos comummente, um gancho de metal. Sua posição depende do tamanho do braço do músico. |
| Nei xian (内弦)                  | Corda interna, geralmente afinada para D4, mais próxima ao instrumentista. Comummente chamada de "alma" nos violinos ocidentais. |
| Wai xian (外弦)                  | Corda externa, mais fina, geralmente possui afinação A4. |
| Qin ma (琴码),                   | Ponte, feita de madeira. |
| Gong (弓)                        | O arco, tem um dispositivo de parafuso para variar a tensão da crina. |
| Gong gan (弓杆)                  | A madeira do arco, normalmente uma vara curva, feita de bambu. |
| Gong mao, a crina do arco (弓毛) | Normalmente fabricada de rabo de cavalo, onde as mechas são muito maiores, pois a crina tem de dar duas voltas, aonde de um lado há uma borracha onde se pressiona, junto com um gancho, por onde ela da a volta, e do outro lado um buraco no bambu por onde se passa a crina e há uma espécie de nó trançado amarrado por uma linha de nylon junto ao bambu, geralmente branca ou preta. |
| Qin dian (琴垫)                  | Almofada ou um pedaço de esponja, feltro, ou um pano colocado entre as cordas e pele abaixo da ponte para melhorar o seu som. |
| Qin tuo (琴托)                   | Base, um pedaço de madeira colocado no em baixo da caixa de ressonância, para proporcionar uma superfície lisa sobre a qual repousam sobre a perna do musico. É onde se encontram os dois pregos onde se colocam as outras pontas das cordas. |

## Fabricação (trabalho de música na China)
Diversas madeiras densas e pesadas são utilizados na construção de um erhu. Normalmente usam madeiras das florestas chinesas, como zi tan (紫檀 o sândalo vermelho e outras madeiras do gênero Pterocarpus, como padauk), lao hong mu (老红木 madeira vermelha), wu mu (乌木 madeira negra), e hong mu (红木 madeira vermelha). Particularmente alguns erhus são muitas vezes feitos de pedaços de móveis velhos. Um típico erhu mede cerca de 81 centímetros de cima para baixo, o comprimento do arco normalmente é de 81cm.

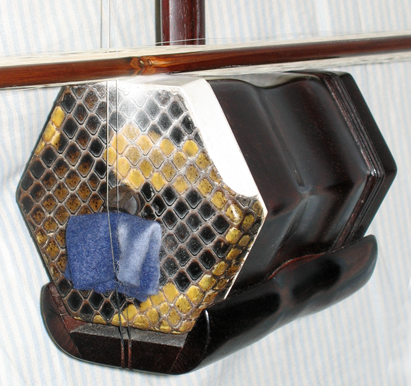
Caixa de ressonância de um erhu comum.

Erhus são produzidos em massa pelas fábricas, sendo até alguns feitos de produtos reciclados. Os três mais conceituados centros de fabrico são Pequim, Xangai e Suzhou. No período coletivista após o estabelecimento da República Popular da China, estas fábricas foram formados pelas antigas micro-industrias artesanais privadas. Embora a maioria dos erhus foram feitos à máquina, em linhas de produção, os instrumentos da mais alta qualidade são feitos à mão por artesãos especializados.
No século XX, houve tentativas para padronizar e melhorar o erhu, com o objetivo de produzir um instrumento mais forte e de melhor som. Uma mudança importante foi o uso de cordas de aço em vez de seda. A mudança para cordas de aço foi feita de forma gradual. Em 1950, em uma ocasião, uma corda mais fina (A, de seda) havia sido substituída por uma corda de violino E, e a mais grossa substituída por uma D de violino igualmente, e notou-se um ótimo resultado. Em 1958, os tocadores profissionais estavam usando as cordas de violino como padrão, iniciando aí a era das cordas de metal. Mais tarde foram aperfeiçoadas as cordas, e criaram cordas específicas para erhu.

### A pele de pitão
Em 1988, a China aprovou sua Lei de Proteção de Espécies Ameaçadas, após a ratificação da Convenção sobre o Comércio Internacional das Espécies da Fauna e da Flora Silvestres Ameaçadas de Extinção (CITES), tornando-se ilegal o uso e comércio cobras pitão sem licença. Para regular o uso de peles de pitão, a Administração Florestal Estatal da China introduziu um regime de certificação entre os vendedores de pele pitão no Sudeste Asiático e fabricantes de instrumentos musicais na China. Desde 1 de janeiro de 2005 há novas regras que também exigem que os instrumentos tenham um certificado da Administração Florestal que comprovem que o instrumento não seja feito de pele de pitão selvagem, mas a partir de animais criados em cativeiro. Cidadãos chineses podem levar até dois erhus para fora do país, e os compradores internacionais devem ter certificados de exportação adicionais, por causa do tráfico das peles.  
Fora da China, os fabricantes de erhu são capazes de emitir as suas próprias licenças (CITES) com a aprovação por parte dos governos de seus respetivos países. Essas exportações são legais, pois foram feitas a partir de fontes de pele legais.

## Técnicas

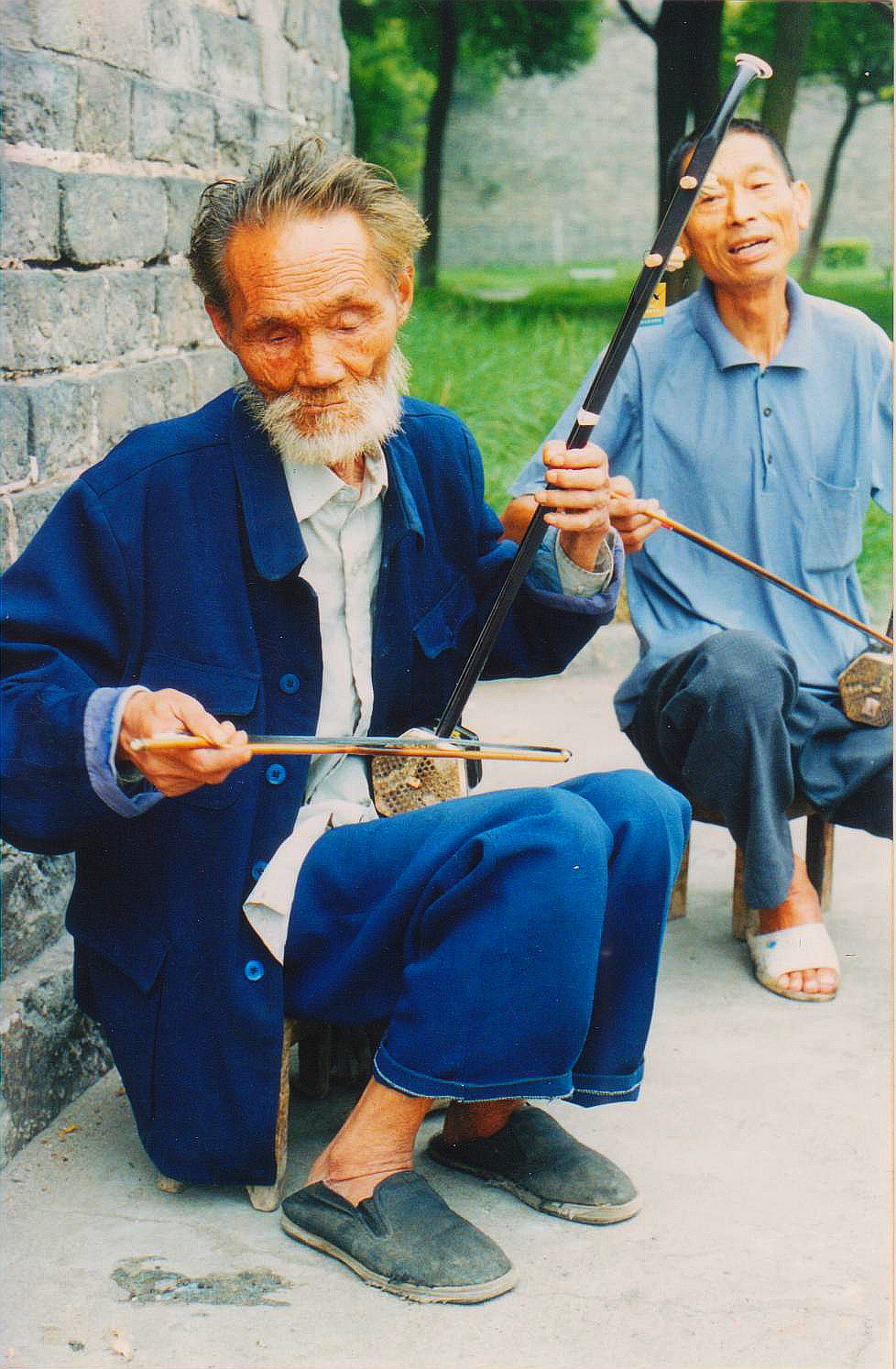
Um artista de rua cego tocando em Jingzhou, Hubei, China.

### Afinação
O erhu é quase sempre ajustados para o intervalo de uma quinta. A corda de dentro (mais próxima ao musico, e mais grossa) é geralmente ajustada para ré 4 e a corda de fora para lá 4.

### Posição
O erhu é tocado com o músico sentado, com a caixa de som colocada na parte superior da coxa esquerda e o pescoço do instrumento na posição vertical.

### Mão direita
O arco é usado com uma pressão da mão para trás (Corda grossa) e para frente (corda fina). A cerda do arco é ajustada para ficar um pouco frouxa. A tensão é fornecida pelos dedos da mão direita. A cerda do arco é colocada entre as duas cordas e ambos os lados da crina são usados para produzir o som; o músico empurra o arco para fora quando se tocar a corda lá (a corda fora), e puxa-o para dentro, quando se for tocar a corda de dentro (ré). No erhu também pode-se executar o pizzicato.

### Mão esquerda
A mão esquerda altera o tom das cordas, pressionando a corda nos pontos harmônicos. Como o instrumento não tem trastes, as notas são um pouco confusas. Técnicas incluem hua yin (deslisamento), rou xian (vibrato), huan ba (mudança de posição), etc

## No Brasil
Através de sites de vendas online, o erhu aos poucos tem-se difundido no Brasil (o que já acontece nos EUA), e muitas pessoas estão criando interesse no instrumento, embora no Brasil ainda esta difícil encontrar aulas do instrumento. Em alguns dos principais sites já há a venda (importação) do instrumento. Aulas online são facilmente encontradas, mas a maioria em língua inglesa. Não somente o erhu, mas outros instrumentos como a pipa, a flauta dizi e o guzheng estão despertando a atenção e curiosidade do mundo, e assim, se difundindo e cada vez mais perto do Brasil.  